# Еровете
Еровете (болг. Еровете) — село в Болгарии. Находится в Кырджалийской области, входит в общину Кирково. Население составляет 103 человека.

## Политическая ситуация
В местном кметстве Медевци, в состав которого входит Еровете, должность кмета (старосты) исполняет Хылми Али Исмаил (Движение за права и свободы (ДПС)) по результатам выборов.
Кмет (мэр) общины Кирково —  Шукран Кязим Идриз (Движение за права и свободы (ДПС)) по результатам выборов.